# Chris Oti
Pas d'image ? Cliquez ici

a Compétitions nationales et continentales officielles uniquement.

b Matchs officiels uniquement.
Dernière mise à jour le 10 janvier 2024.
Chris Oti, est né le 16 juin 1965 à Paddington (Angleterre). C'est un joueur de rugby à XV, qui a joué avec l'équipe d'Angleterre de 1988 à 1991, évoluant au poste d'ailier. 

## Carrière
Il a eu sa première cape internationale le 5 mars 1988, à l'occasion d'un match contre l'équipe d'Écosse. Il devient le premier joueur noir à porter les couleurs de l'Angleterre depuis 80 ans.
Surtout, il inscrit un coup du chapeau (hat-trick) lors de la victoire le 19 mars 1988 contre l'Irlande : 3 essais donc, exploit peu courant dans le Tournoi. 
Comme Chris Oti inscrit son dernier essai, un groupe de l'école bénédictine de Douai commence à chanter 'Swing Low, Sweet Chariot', comme ils le font pour leur propre équipe. La foule entière reprend le chant et depuis c'est le chant de gloire des fans du XV anglais.
Chris Oti participe aux deux premiers matchs de la Coupe du monde 1991, où l'équipe d'Angleterre est finaliste.

## Palmarès
- 13 sélections avec l'équipe d'Angleterre
- 8 essais
- 32 points
- Sélections par année : 2 en 1988, 5 en 1989, 2 en 1990, 4 en 1991
- Tournois des Cinq Nations disputés : 1988, 1989